# Serau
Els seraus (Capricornis) són un gènere de sis espècies de mamífers de mida mitjana semblants a cabres o antílops.
Totes les sis espècies de serau eren classificades fins fa poc dins el gènere Naemorhedus, que actualment només conté els gòrals. Viuen al centre o l'est d'Àsia.
- El serau del Japó, Capricornis crispus, es troba a les illes de Honshū, Kyūshū i Shikoku.
- El serau de Taiwan, Capricornis swinhoei, és nadiu de Taiwan.
- El serau comú, Capricornis sumatraensis, la més grossa de les sis espècies, viu en àrees que van des del Nepal fins a la província xinesa de Gansu i Sumatra i la península de Malaca.
- El serau de la Xina, Capricornis milneedwardsii
- El serau vermell, Capricornis rubidus
- El serau de l'Himàlaia, Capricornis thar